# Ensemble (álbum)
Ensemble es el segundo álbum de estudio del cantante francés Kendji Girac lanzado el 30 de octubre de 2015, del cual se desprenden los sencillos Me Quemo, No Me Mirès Más, Tu Y Yo, Sonrisa, Ma Câlina, y el sencillo promocional Les yeux de la mama. Tuvo una reedición el 25 de noviembre de 2016, que contiene 4 temas nuevos aparte de los de la edición estándar.

## Lista de canciones
| Edición Estándar |                                       | |                                   |          |  |
| N.º              | Título                                | Escritor(es) | Productor(es)                     | Duración |  |
| 1.               | «Tu Y Yo»                             | Kendji Girac, Felipe Saldivia, Fred Savio, Thomas Laroche                                                                                           | Felipe Saldivia, Fred Savio       | 3:42     |  |
| 2.               | «Me Quemo»                            | Girac, Saldivia, Savio, Laroche | Saldivia, Savio                   | 3:15     |  |
| 3.               | «No Me Mirès Más» (featuring Soprano) | Girac, Saldivia, Savio, Saïd M'Roumbaba | Saldivia, Savio                   | 4:10     |  |
| 4.               | «C'est trop»                          | Girac, Davide Esposito, Renaud Rebillaud, Nazim Khaled, Matthieu Mendes                                                                             | Renaud Rebillaud, Mendes The Dude | 2:42     |  |
| 5.               | «Les yeux de la mama»                 | Girac, Nazim Khaled, Johan Errami | Saldivia, Savio                   | 3:22     |  |
| 6.               | «Jamais trop tard»                    | Girac, Rebillaud, Laroche | Rebillaud                         | 3:41     |  |
| 7.               | «Bésame»                              | Girac, Rebillaud, Antoine Abardonado, Manuel Gutierez                                                                                               | Rebillaud                         | 3:26     |  |
| 8.               | «Una Mujer»                           | Girac, Frankie Romano, Michael Carlos Jones, Saldivia, Taurian Shropshire, Savio, Laroche, Sean Combs, Chauncey Lamon Hawkins, Mario Mendell Winans | Saldivia, Savio                   | 3:39     |  |
| 9.               | «La morale»                           | Girac, Rachid Mir, Christian Dessart, Khaled | The Bionix                        | 3:08     |  |
| 10.              | «Mes potes et moi»                    | Girac, Mir, Dessart, Khaled | The Bionix                        | 2:44     |  |
| 11.              | «Où va le monde ?»                    | Girac, Skalpovich, H Magnum, Karim Deneyer, R. Koua                                                                                                 | Skalpovich                        | 5:20     |  |
| 12.              | «Ma solitude»                         | Girac, Esposito, Mendes, Rebillaud, Khaled | Rebillaud, Mendes                 | 3:07     |  |
| 13.              | «Amor Y Libertad»                     | Girac, Abardonado | Saldivia                          | 3:40     |  |

| Edición Coleccionista |                   |              |               |          |  |
| N.º                   | Título            | Escritor(es) | Productor(es) | Duración |  |
| 14.                   | «Sonrisa»         |              |               | 3:24     |  |
| 15.                   | «Elle A Tout»     |              |               | 2:44     |  |
| 16.                   | «Jamais À Genoux» |              |               | 3:04     |  |
| 17.                   | «Ma Câlina»       |              |               | 3:56     |  |

## Posicionamiento

### Listas semanales
| Lista (2015)                | Máxima posición |
| --------------------------- | --------------- |
| Bélgica (Ultratop flamenca) | 88              |
| Bélgica (Ultratop valona)   | 1               |
| Francia (SNEP)              | 1               |
| Suiza (Schweizer Hitparade) | 1               |

### Listas de fin de año
| Lista (2016)                       | Posición |
| ---------------------------------- | -------- |
| Swiss Albums (Schweizer Hitparade) | 23       |